# Lindera melissifolia
Lindera melissifolia är en lagerväxtart som beskrevs av Carl Ludwig von Blume. Lindera melissifolia ingår i släktet Lindera och familjen lagerväxter. Inga underarter finns listade i Catalogue of Life.